# Per Nymansson
Per Nymansson, född 1 maj 1830, död 2 april 1900, gravsatt 10 april 1900 på Skepparslövs kyrkogård, Kristianstad,var en svensk prästman.
Efter att först varit baptistpredikant blev Nymansson efter teologiska studier i Lund 1861 prästvigd och 1870 kyrkoherde i Skepparslöv. Nymansson var en originell person, som bland annat sysslade med helbrägdagörelse, och var högt skattad som predikant. På grund av sina radikala åsikter i såväl sociala som religiösa frågor, bland annat redovisade i Beredelse till den nya staten (1885-88) blev han av sina ämbetsbröder anklagad för irrlära 1893, vilket dock inte ledde till någon åtgärd. Åren 1875-79 utgav han tidskriften Menskligheten.